# Рујиште (планина)
Рујиште је планина (Велико Рујиште, 1656 м и Мало Рујиште, 1381 м) и ски центар који се налази између 1052 м и 1175 м у општини Мостар, Босна и Херцеговина. Налази се у планинском венцу Прењ.